# Batorz (gemeente)
De gemeente Batorz is een landgemeente in het Poolse woiwodschap Lublin, in powiat Janowski.
De zetel van de gemeente is in Batorz.
Op 30 juni 2004 telde de gemeente 3540 inwoners.

## Oppervlakte gegevens
In 2002 bedroeg de totale oppervlakte van gemeente Batorz 70,81 km², waarvan:
- agrarisch gebied: 76%
- bossen: 18%

De gemeente beslaat 8,09% van de totale oppervlakte van de powiat.

## Demografie
Stand op 30 juni 2004:
| Omschrijving                   | Totaal | Totaal | Vrouwen | Vrouwen | Mannen | Mannen |
| ------------------------------ | ------ | ------ | ------- | ------- | ------ | ------ |
| eenheid                        | aantal | %      | aantal  | %       | aantal | %      |
| inwoners                       | 3540   | 100    | 1781    | 50,3    | 1759   | 49,7   |
| bevolkingsdichtheid (inw./km²) | 50     | 50     | 25,2    | 25,2    | 24,8   | 24,8   |

In 2002 bedroeg het gemiddelde inkomen per inwoner 1322,39 zł.

## Administratieve plaatsen (sołectwo)
Aleksandrówka, Batorz (sołectwa: Batorz Pierwszy, Batorz Drugi, Batorz-Kolonia), Błażek, Nowe Moczydła, Samary, Stawce, Stawce-Kolonia, Węglinek, Wólka Batorska, Wola Studzieńska, Wola Studzieńska-Kolonia.

## Aangrenzende gemeenten
Godziszów, Modliborzyce, Szastarka, Zakrzew, Zakrzówek,